# Бои за Марьинку (2022—2023)
Бои́ за Ма́рьинку — боевые действия за город Марьинка в Донецкой области Украины в 2022—2023 годах в ходе российского вторжения на Украину.

## Предыстория
До начала войны на Донбассе в 2014 году в Марьинке жило около 10 тысяч человек. В 2014 году город захватили формирования ДНР, но спустя несколько месяцев украинские силы восстановили свой контроль над городом. В 2015 году вновь начались крупные бои за Марьинку с использованием танков и тяжёлой артиллерии. В ходе этих боёв сепаратисты пытались вести наступление, однако украинские силы сумели сохранить свои позиции.
Оказавшись на линии разграничения между формированиями ДНР и ВСУ, Марьинка с 2014 года несколько лет находилась под регулярными обстрелами.

## Ход боёв
После полномасштабного российского вторжения в Украину, с марта 2022 года начались новые бои за Марьинку. Уже весной 2022 года город был сильно разрушен в ходе боёв. Российские силы использовали для обстрела города в том числе и снаряды с белым фосфором.
К марту 2023 года Марьинка была полностью разрушена в ходе боёв.
5 декабря 2023 года министерство обороны Великобритании сообщило, что российские войска контролировали большую часть города, в то время как ВСУ все ещё контролируют «отдельные участки территории на западной окраине города».
12 декабря в интернете появилось геолоцированное видео, на котором военнослужащие ВС РФ поднимают российский флаг и красное знамя в западной части Марьинки.
25 декабря министр обороны России Сергей Шойгу доложил Владимиру Путину о взятии Марьинки. Украинская сторона тем временем отказалась признавать потерю города. 26 декабря главнокомандующий ВСУ Валерий Залужный заявил, что ВСУ «ещё находятся в северной части [Марьинки]».
4 января 2024 года The New York Times сообщила, что карты ISW свидетельствуют о том, что вся территория Марьинки находится под конторолем ВС РФ. О том же свидетельствуют заявления украинской стороны о ведении ВСУ боёв за Марьинкой.

## Участники

### Украина
- 79-я отдельная десантно-штурмовая бригада[13]
- 55-я отдельная артиллерийская бригада[14]

### Россия
- 103-й мотострелковый Краснознамённый полк[15]
- 5-я отдельная мотострелковая Донецкая бригада имени А. В. Захарченко[16]

## Оценки
По оценкам The New York Times, несмотря на то, что Марьинка практически уничтожена, её взятие является наиболее значимым территориальным приобретением России со времени падения Бахмута в мае 2023 года. Маловероятно, что падение Марьинки переломит ход конфликта, но это событие свидетельствует о том, что Россия перехватила инициативу на фронте. Падение города также является символическим ударом по ВСУ, у которых за 2023 год не получилось вернуть ни один крупный населённый пункт.